# Wehrbach (Weitenbach)
Der Wehrbach (auch Heiligenblutbach) ist ein linker Zufluss zum Weitenbach bei Mollenburg, Gemeinde  Weiten, in Niederösterreich.
Der Bach entsteht durch den Zusammenfluss von Feistritz und Zauchabach, die den südlichen Abfall des Waldviertels südlich der Kleinen Krems entwässern. Die Quelle der Feistritz liegt auf rund 800 m ü. A., sie nimmt bis zum Zusammenfluss mit dem Zauchabach beim Ort Feistritz (420 m ü. A.) zahlreiche Nebenflüsse auf. Von dort fließt der neu entstandene Wehrbach nach Südwesten durch Heiligenblut, weshalb er bisweilen auch Heiligenblutbach genannt wird, und weiter zum Weitenbach ab, um sich bei Am Schuß in diesen zu ergießen. Sein Einzugsgebiet umfasst dabei 32,6 km² in teilweise bewaldeter Landschaft.